# Болдино (усадьба Татищевых)
Болдино ― заброшенная усадьба в селе Болдино, Московская область. На территории усадьбы сохранились руинированные главный дом, каретник и флигель, а также парк с прудами. В двух километрах от Болдина находится бывший Рождественский погост, на территории которого располагаются каменный саркофаг на могиле Василия Татищева и фрагменты фундамента церкви. С XVIII века усадьба принадлежала роду Татищевых. В 1851―1885 годах ― генеральше Ю. Трофимович, потом дворянам Пантелеевым и предпринимателю Н. Н. Феттеру. После революции 1917 года в главном доме имения разместился детский дом отдыха. Во время Великой Отечественной войны усадьба горела. В 1960-х годах на территории Болдина прошли научные исследования, по результатам которых оно было признано памятником истории и культуры республиканского значения. Усадьба была полностью заброшена в 1979 году. С 2023 года восстановлением имения занимается Российское военно-историческое общество.

## Описание
Усадьба Болдино располагается в селе Болдино Московской области. На территории усадьбы сохранились руинированные главный дом, каретник и флигель. В двух километрах от усадьбы располагается бывший Рождественский погост, на месте которого находятся каменный саркофаг на могиле Василия Татищева и фрагменты фундамента церкви. Также на территории имения располагается липовый парк с прудами в регулярном стиле. Главный дом выполнен из кирпича в стиле провинциального барокко. Представляет собой вытянутое прямоугольное симметричное здание с антресолями, бельведером, двумя ризалитами и цокольным этажом. Служебный корпус выполнен из кирпича в виде прямоугольного симметричного здания с мансардой. Флигель также построен из кирпича в стиле провинциального барокко и представляет собой прямоугольное кирпичное здание с цокольным этажом, перекрытым цилиндрическим сводом. В XIX веке здание флигеля было частично перестроено.

## История

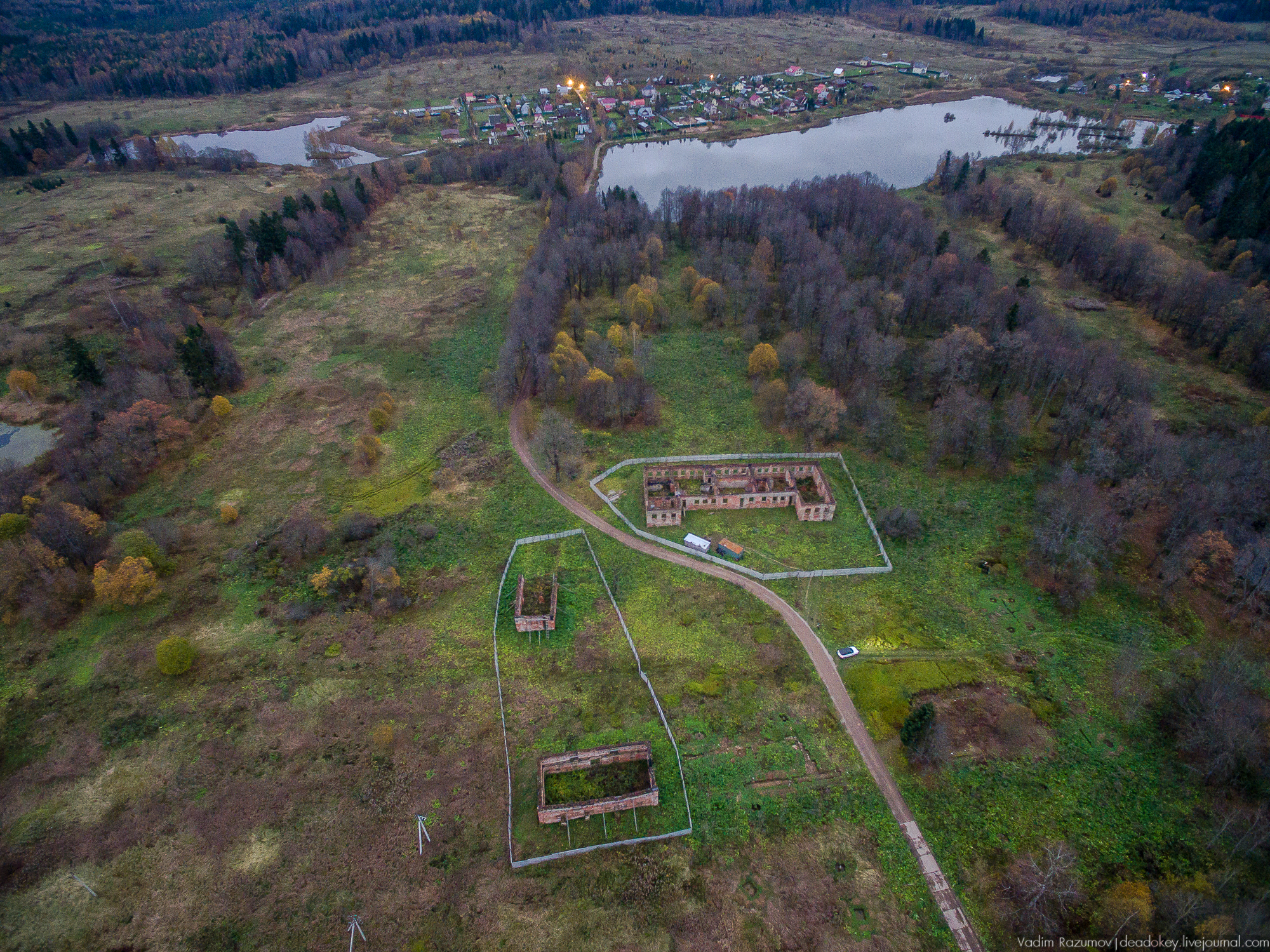
Усадьба Болдино с высоты (2017)

Самые ранние упоминания о местности, где располагается усадьба Болдино, относятся к началу XVI века. Название Болдино носила пустошь, находившаяся на возвышенности. Усадьба была основана в первой половине XVIII века российским учёным и государственным деятелем Василием Татищевым. Здесь он работал над историческими трудами «История Российская» и «Собрание законов древних русских». При Василии Татищеве ансамбль усадьбы состоял из главного деревянного дома, парка и пруда. В доме Татищева также находилась частная библиотека, включавшая более тысячи книг по географии, истории и философии, а также старинные карты и рукописи. Однако в имении случился пожар, и библиотека полностью сгорела. В 1750 году усадьба перешла во владение его сыну, Евграфу Татищеву, который перестроил её в 1780 году (по другим данным ― в 1770-х годах). Евграф построил на территории Болдина каретник, конюшню, кузницу, риги, сараи и скотный двор. Он также перестроил главный дом. Первый этаж дома был сооружён из кирпича, а второй ― из дерева. Под домом был устроен погреб для вина. Парк возле имения был расширен, были выкопаны пруды.
С 1781 года имение принадлежало сыну Евграфа Татищева, Алексею, по другим сведениям ― Ростиславу. В 1819 году была проведена опись имущества и угодий Болдина перед его продажей. Планировалась реставрация имения. В период с 1832 по 1851 год владелицей Болдина была вдова Алексея Мария Татищева (девичья фамилия Ржевская), с 1851 по 1885 год ― генеральша Ю. Р. Трофимович. К концу XIX века усадьба пришла в упадок. После Трофимович владельцами имения стали дворяне Пантелеевы, после них Болдиным до революции 1917 года владел предприниматель Н. Н. Феттер. В имении бывал писатель Иван Крылов. После революции на территории Болдина находилась фабрика агропособий, в винном погребе разместилась стеклодувная мастерская. 16 июня 1921 года на территории бывшей усадьбы, принадлежавшей тресту «Главодежда», прошло обследование, по результатом которого было предложено построить новое жильё для рабочих, отремонтировать здание бани, организовать площадку для детских игр и помещение для лечения воспалительных заболеваний, а в усадебных постройках устроить библиотеку, клуб, театр и школу (последняя часть рекомендаций не была выполнена). В главном доме усадьбы в это время располагался детский дом отдыха имени Володарского.
Во время Великой Отечественной войны имение Татищевых горело, после чего было отремонтировано и использовалось в качестве жилых бараков. В этот период (по состоянию на 1950 год) оно принадлежало Министерству лёгкой промышленности СССР, и из Болдина были выселены его жители, строения бывшего имения пришли в запустение. В 1960-х годах на территории усадьбы прошли научные исследования. В 1960 и в 1974 годах памятник Татищеву и Болдино соответственно были признана памятниками истории и культуры республиканского значения. Усадьба была полностью заброшена в 1979 году. Летом 1985 года была приведена в порядок могила Василия Татищева и был установлен памятный знак из гранита. В 1990 году на территории бывшей усадьбы начались, но не были доведены до конца реставрационные исследования, организованные трестом «Мособлстройреставрация». В апреле 1991 года Производственное бюро передало имение Болдино в аренду предприятию «Информпрогресс», которое должно было восстановить здания бывшей усадьбы, парк и пруды (в восстановленных строениях планировалось организовать постоянную экспозицию о жизни Василия Татищева), однако этого не произошло. В 2011―2012 годах на оставшихся в усадьбе строениях мастерской «Ильинка» были выполнены противоаварийные работы.
В 2022 году усадьба была приобретена Музеем военной истории. С 2023 года восстановлением усадьбы занимается Российское военно-историческое общество. В ноябре 2023 года на территории Болдина был установлен памятник Василию Татищеву. По состоянию на 2024 год, были расчищены территория усадьбы и пруда, было проведено благоустройство территории (установлены скамейки и уличное освещение, разбит сквер и создана уличная библиотека), была открыта тропа к могиле Василия Татищева. В приусадебный пруд после аэрации были запущены карпы. Планируется восстановление яблоневого сада.
1 октября 2024 года в усадьбе открылась «Аллея правителей России».